# ふたりは若かった
「ふたりは若かった」（ふたりはわかかった）は、尾崎紀世彦の楽曲。1972年3月25日、6枚目のシングルとして日本フォノグラムより発売。規格品番はFS-1701。

## 解説
1972年、第1回東京音楽祭参加曲。国内大会を経て世界大会で第3位に入賞した。
演奏は宮間利之とニューハード・オーケストラ、ドラムはつのだ☆ひろが担当。つのだはまだドラマーとしての比重が大きかった時期で、尾崎に頼まれレコーディングに参加した。演奏について特に要望はなかったと言う。
全体に抑え気味の歌唱については「彼は鳴らし自慢の人の歌じゃないんです。声を『ウワーッ』て鳴らすのが自慢な歌手は大勢いるがそうではない。でかい声を出すんじゃなくて、自分がそこに『ガーン』と行きたいと思ったらそういうふうに鳴っちゃうんです。さらっと歌ったって、ピッチも音程がずれるということが無い。高いとこへ行っても、必ずそこのピンポイントで『スパーン』とその音が出る。それはもちろんレコーディングでもライブでも、すばらしい歌い手」と、つのだは語っている。

## 収録曲
1. ふたりは若かった (3:02)
  - 作詞：阿久悠、作曲・編曲：筒美京平
2. 君と生きる
  - 作詞：なかにし礼、作曲・編曲：筒美京平

## 収録アルバム
初出アルバム
- 『尾崎紀世彦ゴールデン・アルバム』 (#04) 1972年

ベスト・アルバム
- 『BEST APPLAUSE KIYOHIKO OZAKI 』 (＃01) 1973年
- 『GOLDEN☆BEST 尾崎紀世彦』 (#05) 2003年
- 『ザ・プレミアム・ベスト尾崎紀世彦』 (#05) 2009年

他多数

## リリース日一覧
| リリース日     | 規格     | 品番       | 摘要                                     |
| -------------- | -------- | ---------- | ---------------------------------------- |
| 1972年3月25日  | EP       | FS-1701    | オリジナル盤                             |
| 2010年9月15日  | MP3、AAC | 音楽配信   | 『GOLDEN☆BEST 尾崎紀世彦』 (#05)         |
| 2013年12月18日 | CD-R     | VODL-30865 | オリジナル・レコードのオンデマンドCD復刻 |

## カバー
- 坂本スミ子（1972年、アルバム『夜が明けて ファースト・ゴールデン・アルバム』収録）※競作、編曲：青木望
- 仲雅美（1972年、アルバム『君を愛す』収録）
- 寺内タケシとブルージーンズ（1972年、アルバム『歌のないエレキ歌謡VOL.4』収録[5]）
- 森山加代子（1973年、アルバム『森山加代子 ヒット・ソングをうたう』収録）
- 平田隆夫とセルスターズ（1974年、アルバム『生きながらブルースに葬られ リズム・ブルース・ニッポン』収録）